# مجموعة إي إن خي
مجموعة إي إن خي (بالهولندية: ING GROEP) هي شركة مؤسسة مالية عالمية تقدم الخدمات المصرفية للأفراد، الخدمات المصرفية المباشرة، ومصرف تجاري ، مصرف استثماري، إدارة الأصول، وتأمين خدمات. ING هو اختصار ل Internationale Nederlanden Groep.

## حول العالم
تملك شركة إي أن خي مكاتب حول العالم في كل من:
- أستراليا
- النمسا
- بيلاروسيا
- بلجيكا
- البرازيل
- بلغاريا
- كندا
- الصين
- جمهورية التشيك
- فرنسا
- ألمانيا
- اليونان
- هونغ كونغ
- هنغاريا
- الهند
- إندونيسيا
- إيطاليا
- اليابان
- كازاخستان
- لوكسمبورغ
- ماليزيا
- المكسيك
- منغوليا
- هولندا
- لوكسمبورغ
- الفلبين
- بولندا
- رومانيا
- روسيا
- سنغافورة
- سلوفاكيا
- كوريا الجنوبية
- إسبانيا
- سويسرا
- تايوان
- تركيا
- تايلند
- أوكرانيا
- الإمارات العربية المتحدة
- المملكة المتحدة
- الولايات المتحدة

## المقر العالمي

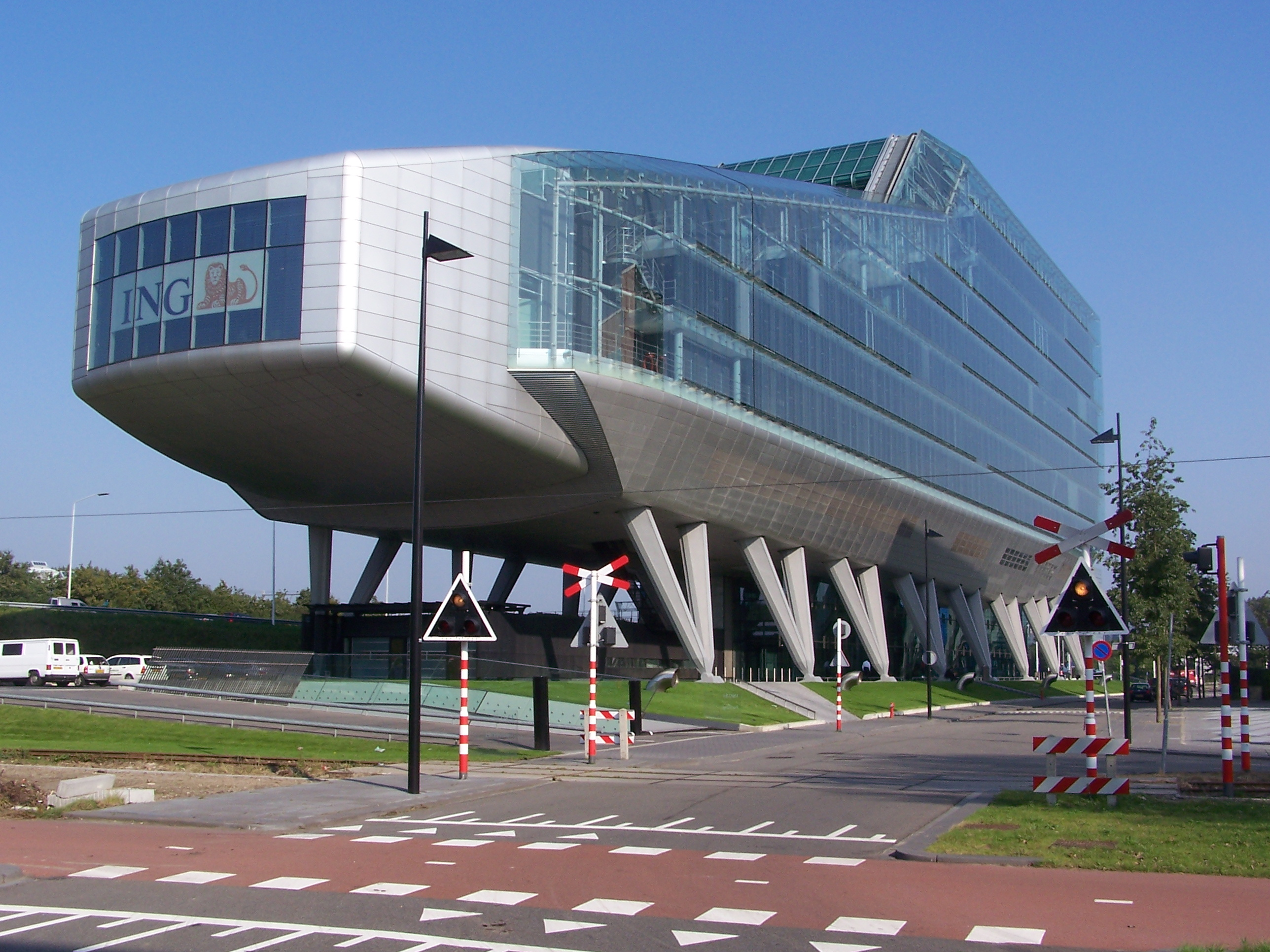
مبنى إى أن خي، مقر إى أن خي في أمستردام

## روابط خارجية

### مواقع الشركة الإلكترونية
- ING.com ING Group mobile
- ING Commercial Banking[وصلة مكسورة]
- ING Real Estate نسخة محفوظة 20 يناير 2012 على موقع واي باك مشين.
- ING Investment Management
- ING Commercial Banking France

### مواقع إلكترونية أخرى
- ING Group Headquarters, Galinsky architecture database
- ING Direct U.S. rate history (2001-present)